# シエナのカタリナ
シエナのカタリナまたはシエナのカテリーナ （イタリア語: Santa Caterina da Siena, 1347年3月25日 - 1380年4月29日）は、ドミニコ会第三会の在俗修道女であり、イタリア文学とカトリック教会に多大な影響を与えた神秘家、活動家、作家。1461年に列聖され、教会博士でもある。
彼女が生涯を過ごした場所を考慮して、本項ではイタリア語に倣ったカテリーナで表記する。

## 概要
シエナで生まれ育った彼女は、両親の意に反して幼い頃から神に身を捧げたいと考えていた。彼女は敬虔な女性達による団体「マンテラーテ(Mantellate)」に加入し、非公式ながらドミニコ会に入信した。彼女の影響はグレゴリウス11世 (ローマ教皇)にも及ぶもので、1376年にアヴィニョンを離れてローマへ帰還する教皇の決断に、カテリーナがある種の役割を果たしたとされる。同教皇はフィレンツェとの和平交渉でカテリーナを派遣し、グレゴリウス11世の死(1378年3月)および和平の終結(1378年7月)後、彼女はシエナに戻った。彼女は、書記官らに自分の霊的著作『神の摂理についての対話、あるいは神の教えの書(Il Dialogo della Divina Provvidenza ovvero Libro della Divina Dottrina)』を書きとらせた。1378年からの 教会大分裂で、カテリーナは教皇と共にローマへ向かうことになった。彼女は、ウルバヌス6世 (ローマ教皇)への服従を促したり彼女が「教会の器」と呼ぶものを守るために、大公や枢機卿に多数の手紙を送った。1380年4月29日、彼女は厳格な断食の果てに死去した。ウルバヌス6世がローマのサンタ・マリア・ソプラ・ミネルヴァ教会で彼女の葬儀と埋葬を執り行った。
死後、カテリーナをめぐる信仰が急速に発展した。1461年にピウス2世 (ローマ教皇)が彼女を列聖した。1866年に彼女はピウス9世 (ローマ教皇)によってローマの守護聖人に指定された。そして1999年には、ヨハネ・パウロ2世 (ローマ教皇)が彼女をヨーロッパの守護聖人に指定した。
カテリーナは、多数の著述によって教皇史に強い影響を与えた、中世カトリック教会の傑出した人物の一人である。彼女はアヴィニョンからローマへの教皇帰還（アヴィニョン捕囚の終焉）の黒幕だとされ、教皇から託された多くの使命を遂行した。彼女の『対話』や数百通もの手紙や数十編の祈りもまた、イタリア文学史における突出した地位を彼女に与えている。

## 生涯
カテリーナ・ディ・ヤコポ・ディ・ベニンカーサ(Caterina di Jacopo di Benincasa) は、1347年3月25日にシエーナ共和国（現:イタリア）のシエナで、地元の詩人の娘ラパ・ピアジェンティと染物職人ヤコポ・ディ・ベニンカーサとの間に生まれた。カテリーナの生家は現存する。ラパは約40歳の時、双子の娘カテリーナとジョヴァンナを早産した。彼女は既に22人の子供を産んでいたがその半分は死去。ジョヴァンナも乳母が取り出すや生後すぐに死亡した。カテリーナは母親に育てられ、健康な子供に成長した。子供の頃カテリーナはとても陽気だったので、家族は彼女に「喜び」を意味するギリシャ語「エウフロシネ」の愛称を与えた。
彼女の聴罪司祭であるライモンド・ダ・カプアの著した伝記『S. Caterina da Siena, Legenda maior』』では、彼女が5歳か6歳のときに最初のキリストの幻を見たと書かれている。彼女が兄と一緒に結婚した姉を訪ねて帰る途中、ペテロとパウロとヨハネの使徒達を従えて玉座に座るキリスト (Christ in Majesty) の幻視を経験したとされる。ライモンドは続けて、カテリーナは7歳の時に人生を神に捧げると誓ったとしている。
カテリーナが16歳の時、姉ボナヴェンチューラが妊産婦死亡した。この苦悩が癒えないうちにカテリーナは、両親が自分にボナヴェンチューラの寡夫との結婚を望んでいることを知った。彼女は断固反対して、厳格な断食を始めた。断食に加えて、カテリーナは自分の長い髪を切り落としてしまい、母親をさらに落胆させた。

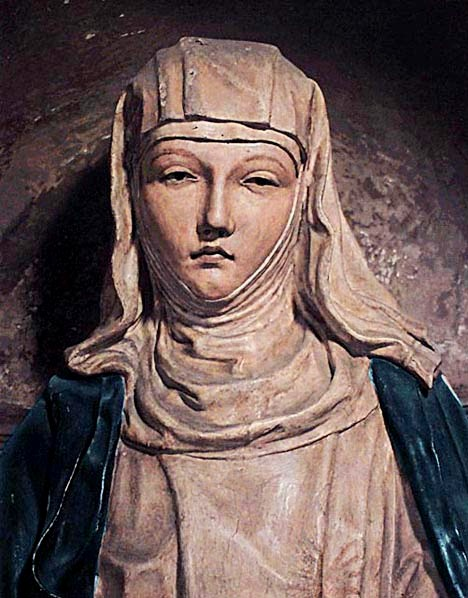
1475年に製作された豆像

彼女は胸中で父親をキリストの代理に据えたほか、母親を聖母マリアに、そして兄弟たちを使徒達に置き換えた。謙虚に仕えることが、霊的成長の機会となった。一方でカテリーナは結婚および母になる道を歩むことに抵抗し、かといって修道女のベール受け入れにも抵抗した。彼女は、ドミニコ会の規範に従って積極的かつ祈りに満ちた生活を修道院の外で行うことを選んだ。最終的には、彼女を結婚させたいと望んでいた父母もそれを諦めた。
聖ドミニコの幻視はカテリーナに力を与えたが、ドミニコ会に入会したいという彼女の願いは母ラパにとって慰めではなかった。この時期カテリーナは激しい発疹と発熱と痛みを伴う重病にかかり、これが幸運にも現地の敬虔な平信徒協会「マンテラーテ」に入会したいという彼女の願いを母親に受け入れさせることになった。マンテラーテは文字の読み方をカテリーナに教えるも、自宅ではほぼ隠者として誰とも喋らず孤独に暮らした。
誰の許可も求めずに衣服や食べ物を与えてしまう彼女の習慣は、家族に相当な損害を与えたが、彼女は自身のために何かを要求することがなかった。家族の中にとどまることで、彼女は彼らに対する拒絶をより強くして生き抜くことができた。彼女は彼らの食べ物を欲しがらず、自分の本当の（キリストを父とする）家族と一緒に天国に置かれた食卓に言及した。

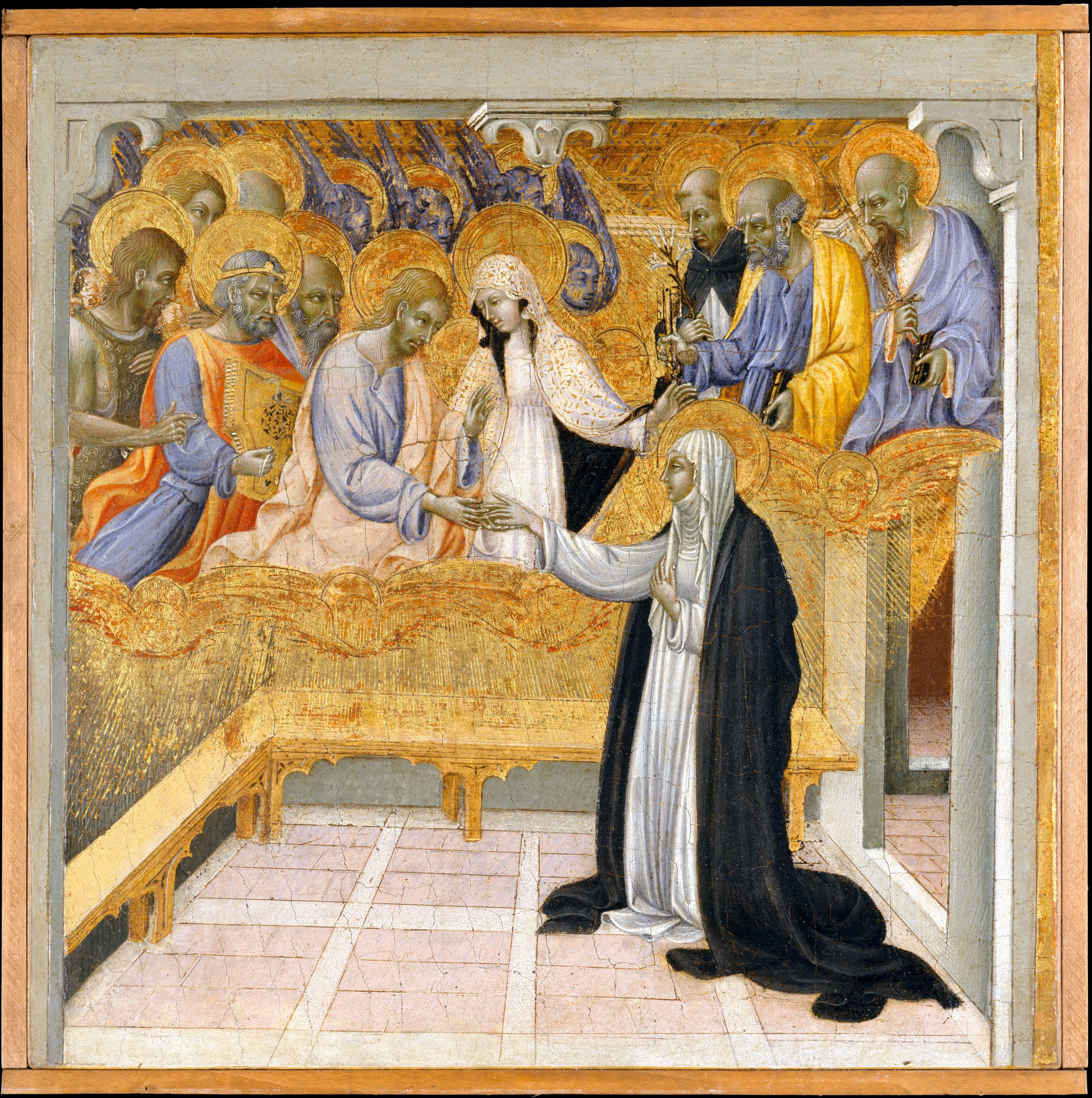
ジョヴァンニ・ディ・パオロ作『シエナの聖カタリナの神秘の結婚(The Mystic Marriage of Saint Catherine of Siena)』

ライモンド・ダ・カプアによると、21歳の時（1368年頃）にカテリーナは手紙の中でイエスとの「神秘の結婚」と表現したものを経験し、後に「聖カテリーナの神秘の結婚」として芸術で人気を博す主題となった。キャロライン・ウォーカー・バイナムによると、この結婚はキリストの肉体性との融合レベルを強調するもので、カテリーナは結婚の証しとしてキリストの包皮 (Holy Foreskin) でできた指輪を受け取ったという。彼女は普段、この結婚指輪は指にあって自分には見えているが、他の人には見えないと主張した。彼女は手紙でも修道女への助言として「十字架に磔されたキリストの血に浸かりなさい。十字架に磔されたキリストの血によって贖われた真の花嫁として、それ以外を求めたり欲しがらないことです。[中略]彼は貴方を（貴方と他の全員を）花嫁として迎え入れており、それは銀の指輪ではなく彼自身の肉の指輪を以て迎え入れていることをよく理解してください。生後8日目に割礼を受けた時、指輪の小さな丸を作れるほどの肉を手放した優しき幼い子供を見るのです！」と記している。またライモンド・ダ・カプアは、彼女が引きこもり生活を離れて世界の公務に踏み込むようキリストから告げられたと記述している。カテリーナは病人や貧しい人々を助けるようになり、病院や家々で彼らの世話をした。シエナにおける初期の敬虔な活動は、周りに男女の賛同者達を惹きつけていった。
シエナで社会的・政治的緊張が高まるにつれ、カテリーナはより広く政治に介入することに関心があるのを自覚した。彼女は1374年に初めてフィレンツェに出かけ、同年5月の総支部会で恐らくドミニコ会当局からの（異端）審問を受けたとされており、この時に彼女はライモンド・ダ・カプアを自分の聴罪司祭および霊的指導司祭として付けられたようである。
この歴訪後、彼女は信徒達とともにイタリア北部と中部を巡るようになり、聖職者の改革を提唱し、懺悔と悔悛は「神への愛全て」を通じて行うことができると人々に助言した。ピサでは、1375年に勢力を増しつつある反教皇派の同盟から同都市とルッカを揺さぶるのに必要な権威を利用した。彼女はまた、新しい十字軍の立ち上げを促進することに熱心だった。ライモンド・ダ・カプアの伝記によると、彼女が聖痕を受け取ったのは1375年のピサだったという（カテリーナの要望で、見えるのは自分だけ）。
カテリーナが自分の見解を世に知らしめた方法は、物理的な歴訪だけではなかった。1375年以降、彼女は口述して手紙を代書してもらうようになった。これらの手紙は彼女の内輪にいる男女に届けることを意図しており、彼女がイタリアの共和国と公国間の和平およびアヴィニョン捕囚からローマへの教皇庁帰還を懇願するにつれて、彼女の交流相手は権威ある人物を含めてさらに広がった。彼女はグレゴリウス11世 (ローマ教皇)と長い間文通を続け、教皇領の聖職者や執政を改革するよう彼に依頼した。
1375年末にかけて、彼女はシエナに戻り、処刑される若い政治囚ニッコロ・ディ・トゥルドを支援した。1376年6月、カテリーナは教皇領と和平を結ぶためフィレンツェ共和国の大使としてアヴィニョンに向かった。彼女は成果を出せず、フィレンツェの指導者たちから絶縁させられた。彼らはカテリーナの仕事が自分達にとって道を開いたと見るや、自分達の有利な独自条件で交渉させるため大使を派遣したのだった。そのお返しにカテリーナは適切ながら辛辣な手紙をフィレンツェに送った。アヴィニョン滞在中、カテリーナは教皇グレゴリウス11世（最後のアヴィニョン教皇）にローマへ戻るよう説得を試みた。教皇庁の幹部達は帰還に消極的だったが、1377年1月にグレゴリウス11世は執政の場をローマに戻した。これがカテリーナの影響によるものだったかは、現代でも論議の題材となっている。
カテリーナはシエナに戻り、1377年初頭に厳格な戒律を守る女性修道院を設立した。その年の残りはシエナ近郊のロッカ・ドルシアで平和構築と説教による現地伝道に時間を費やした。この期間中の1377年秋に彼女は『対話』執筆につながる経験をして筆記を学んだが、依然として彼女は文通を主に書記官（の代筆）に頼っていたようである。
1377年後半または1378年初頭、カテリーナはグレゴリウス11世の勅命で再びフィレンツェを訪れ、フィレンツェとローマ間の和平を模索した。1378年3月の動乱におけるグレゴリウス11世の逝去に続き、6月18日にはフィレンツェでチョンピの乱が勃発し、彼女はその後の暴動で暗殺されかけた。1378年7月、ついにフィレンツェとローマ間で和平が合意され、カテリーナは平穏にフィレンツェに戻った。同年11月下旬、教会大分裂が起こって新たにウルバヌス6世 (ローマ教皇)が彼女をローマに召喚した。彼女は教皇ウルバヌス6世の宮廷にとどまり、貴族や枢機卿たちに彼の正当性を納得させるべく、宮廷で個人面談したり他の人を説得するための手紙を書いた。だが、教皇ウルバヌス6世の頑なな姿勢により彼女の仲裁は失敗に終わり、枢機卿たちはアヴィニョンに戻って対立教皇を立てた。これが40年にわたる教会大分裂となった。この問題は、彼女の生涯が終わるまで彼女を悩ませた。
何年もかけて彼女は厳しい禁欲に順応していった。彼女はほぼ毎日を聖餐（で配られるパンと葡萄酒）で暮らした。この極端な断食は、聖職者および身内の姉たちの目には不健康に映った。彼女の聴罪司祭ライモンドは適度に食べるよう彼女に命じた。しかしカテリーナは食べることができないと主張し、自分の拒食を「病気(infermità)」と表現した。1380年初頭からカテリーナは食事だけでなく水の嚥下も出来なくなった。2月26日、彼女は足を動かせなくなった。
下半身が麻痺する重い脳卒中を患ったカテリーナは、1380年4月29日にローマで死去、享年33歳だった。彼女の最期の言葉は「父よ、私は自らの魂と霊を貴方の手に委ねます」だった。

## 生涯の資料

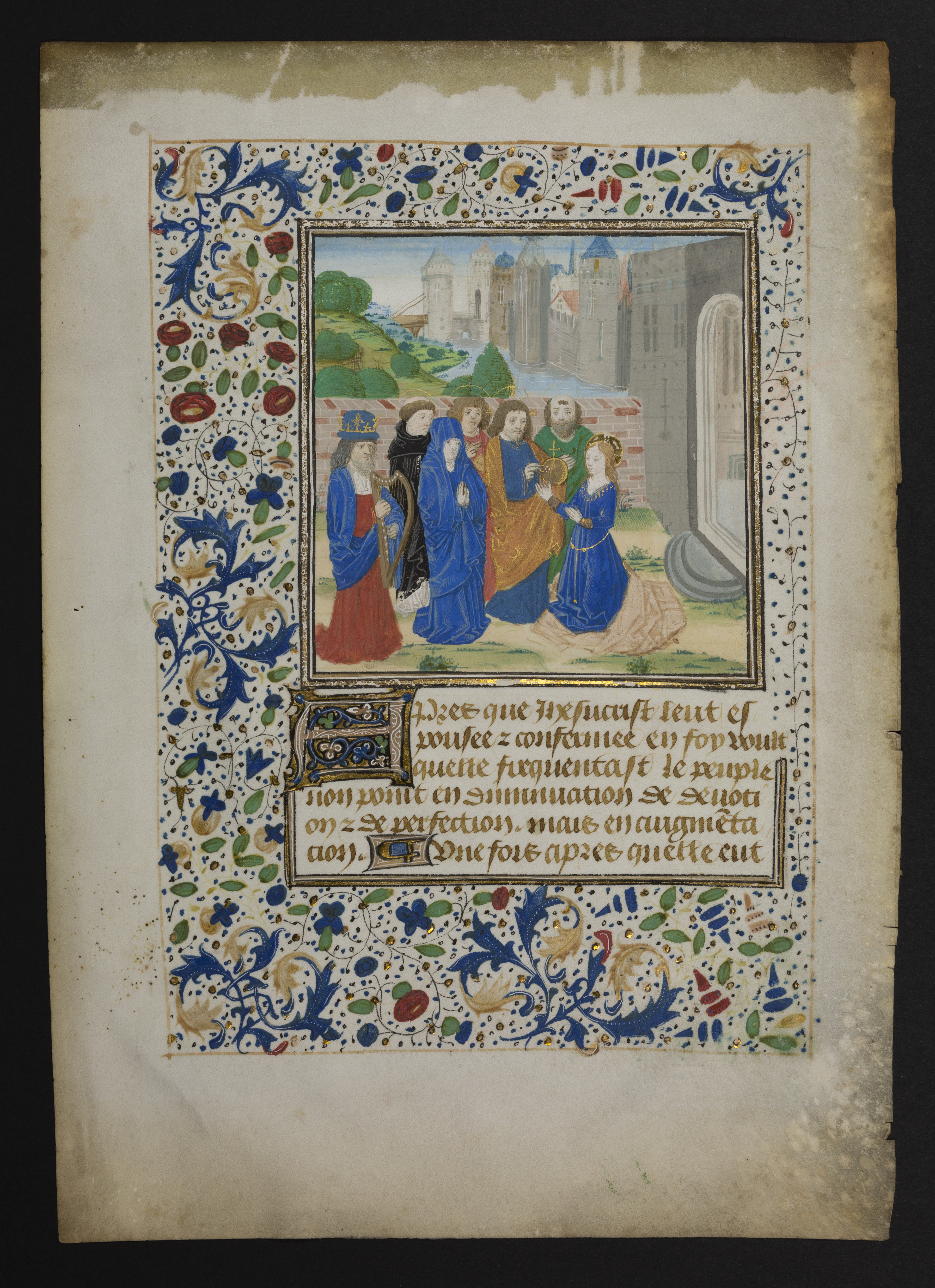
カテリーナとキリストとの神秘の結婚という幻視を描いた、ライモンド・ダ・カプア著『カテリーナの伝記(Legenda Major)』の訳者不明なフランス語版の一葉（ブルージュ公立図書館所蔵,MS 767）

カテリーナの人格や教えや仕事の内部証拠は、彼女の約400通におよぶ手紙、著作の『対話』、そして祈りの中に存在する。
ただし、彼女の生涯に関する詳細の多くは、カテリーナの死後すぐに彼女の列聖を促すために書かれた各種資料からも引き出される。こうした資料の多くは非常に聖人伝めいているが、カテリーナの人生を再構築しようとする歴史家にとって重要な資料となっている。多くの資料があるなかでも、特に1374年から彼女の死去までカテリーナの霊的指導司祭であり1380年にドミニコ会総長になったライモンド・ダ・カプアによる著作が特に重要である。ライモンドは、カテリーナの生涯に関する伝記『Legenda Major』を書き、カテリーナの死から15年後の1395年に完成した。
カテリーナの死後に書かれたもう一つの重要な作品が、トマソ・カファリーニによって1412年から1418年にかけて書かれた『Libellus de Supplemento』である。同書はライモンド著『Legenda Major』の補筆版で、カテリーナにとって最初の聴罪司祭トマソ・デラ・フォンテのメモを多用して補筆された（メモ自体はどこにも現存しない）。カファリーニは後年、カテリーナの生涯に関するさらに要約した冊子『Legenda Minor』を出版した。
1411年以降、カファリーニは他にもカテリーナの列聖プロセスの一環として提出された一連の文書であるヴェネツィアの『Processus』の編纂を行い、カテリーナの弟子ほぼ全員からの証言を提示した。また、匿名のフィレンツェ人によって書かれた『Miracoli della Beata Caterina（祝福されしカテリーナの奇跡）』という作品もある。他にも関連作品が幾つか現存する。

## 神学
カテリーナの神学はキリスト教神秘主義だと評されており、彼女自身の又は他人の霊的生活にとっての実用的な目標に向けて採用されたものだった。彼女は中世スコラ哲学の言語を使って、経験的神秘主義を詳述した。主に神との霊的融合を成し遂げることに興味を抱いて、カテリーナは極端な断食と禁欲主義を実践し、最終的には聖餐（で与えられるパンと葡萄酒）だけで毎日生活するほどだった。カテリーナにとって、この実践は彼女の神秘主義的経験の中でキリストへの愛を完全に実現するための手段であり、彼女の人生において食物の消費や拒絶に関連した彼女の法悦的な幻視の大部分を伴うものだった。彼女は、キリストを魂と神との間の「架け橋」と見なし、その思想を他の教えと共に自著『対話』で伝えた。この書籍は、彼女の神秘的思想を非常に体系的かつ説明的に提示している。ただし、これらの思想自体は理性や論理に基づいているのではなく、彼女の法悦たる神秘的経験に基づいている。
彼女が聴罪司祭ライモンド・ダ・カプアに送った手紙によると、彼女はキリストとの会話から啓示を書き留めており、その中でキリストは「貴方は自分が私にとって何者であるのか、そして私が貴方にとって何者であるか知っているのですか、我が娘よ？ 私はこのとおり男性格(He)であり、貴方はそうではない女性格(she)ですよ」と語ったという。存在の源泉としての神の神秘主義的概念は、トマス・アクィナスの著作や思想にも見られ、神聖視の単純化された表現だと見なされている。カテリーナは著書『対話』にて、神を「海であり、私たちがその中にいる魚」だと表現している。この点で神と人間の関係とは、人間が神と敵対するものと見なしてはならず、その逆だと見なすべきでもなく、神は万物を支える果てしない存在として見なすべきだとしている。

## 崇敬

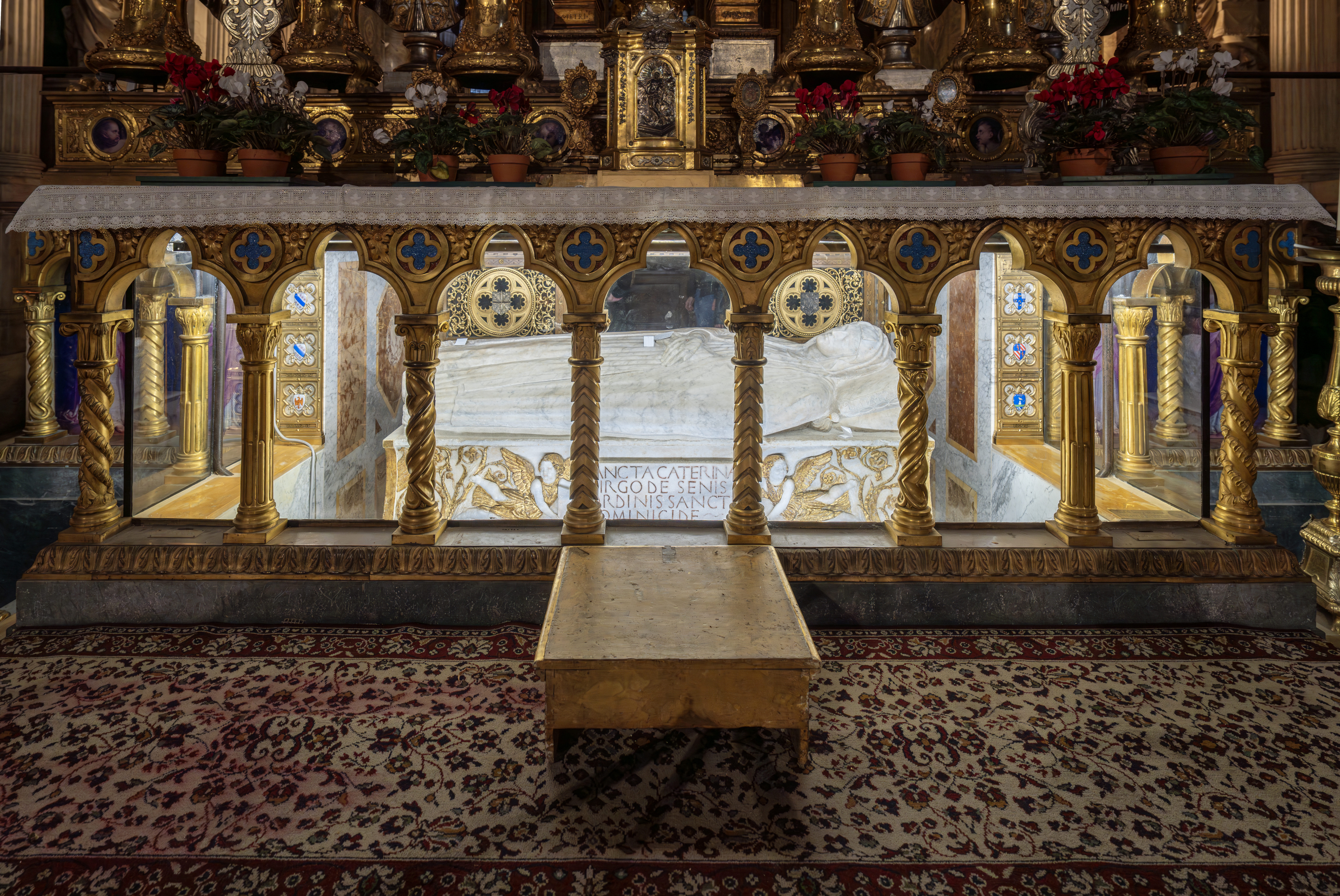
ローマのサンタ・マリア・ソプラ・ミネルヴァ教会主祭壇の下にあるカテリーナの石棺

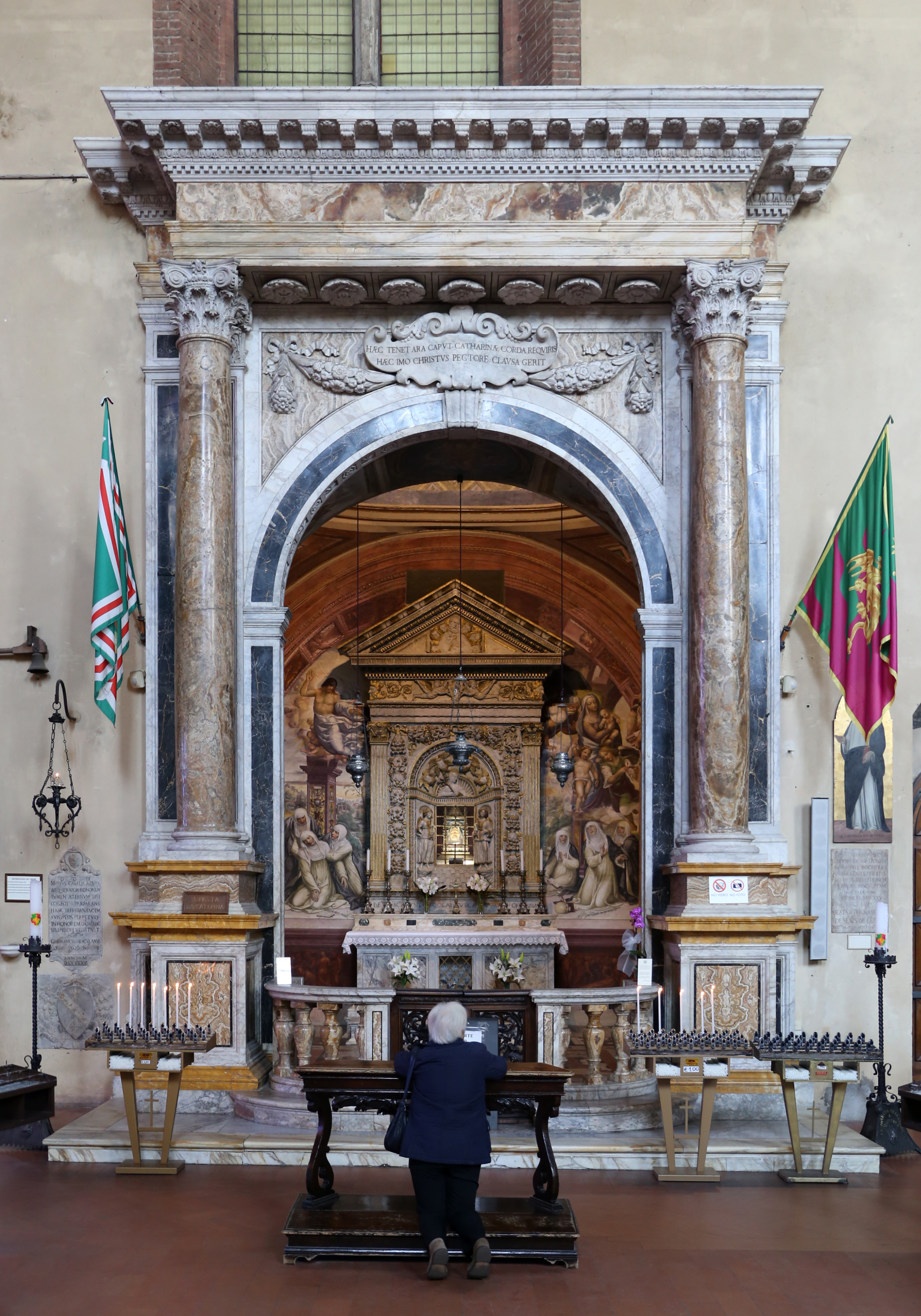
シエナの聖ドミニコ大聖堂にある聖カテリーナ礼拝堂

彼女はローマにあるサンタ・マリア・ソプラ・ミネルヴァ教会の墓地に埋葬された。彼女の墓で奇跡が起こったと報告された後、ライモンドは彼女を同教会のバシリカの中に移動させた。ただし、彼女の頭部は遺体から切り離されてシエナへと運ばれた。
シエナ出身だったピウス2世 (ローマ教皇)が、1461年6月29日にカテリーナを列聖した。
1970年10月4日、パウロ6世 (ローマ教皇)がカテリーナを教会博士に任命した。この称号はほぼ同時にアビラのテレサにも与えられ(1970年9月27日)、この栄誉を最初に授かった女性達となった。
ただし当初、彼女の祝祭日はカトリック教会の聖人暦に入っていなかった。1597年にそれが追加された時は、彼女の命日である4月29日とされた。しかし、これはヴェローナの聖ペトロ祝祭と重複したため、1628年にカテリーナの祝祭日が1日ずれて新たに4月30日となった。1969年の典礼暦改定で、ヴェローナの聖ペトロ祝祭を（彼の世界的知名度を考慮して）現地に任せることが決定され、カテリーナの祝祭が4月29日に戻された。

### 守護聖人
1866年4月13日の布告で、ピウス9世 (ローマ教皇)がカテリーナをローマの共同守護聖人に指定した。1939年6月18日には、ピウス12世 (ローマ教皇)が彼女をアッシジのフランチェスコと共にイタリアの共同守護聖人に指定した。
1999年10月1日、ヨハネ・パウロ2世 (ローマ教皇)が彼女を十字架の聖テレサ・ベネディクタやスウェーデンの聖ビルジッタと共にヨーロッパの守護聖人の一人とした。彼女はまた歴史的にカトリック系米国人女性の友愛団体 (Theta Phi Alpha) の守護聖人でもある。

### 切り離された頭部
シエナの市民には、カテリーナの遺体を所持したいという望みがあった。部分的にその望みが叶った奇跡の逸話が語られている。彼女の全身遺体をローマから密かに運び出すのは無理だと分かった彼らは、彼女の頭部だけを切り離して袋に入れることにした。ローマ城外に出るときに衛兵に呼び止められ、袋の中身を開けさせられることになった。カテリーナは出生地シエナに遺体（少なくともその一部）を安置されたい筈だと強く信じていた彼らは、カテリーナに自分達を助けてほしいと祈った。彼らが（衛兵の前で）袋の中を開けると、現れたのは彼女の頭部ではなく、沢山のバラの花びらだった。そのままシエナに戻って彼らが再び袋を開けると、カタリナの頭部が元通りに入っていたという。この奇跡のため、聖カタリナの図絵にはバラを手にしているものがある。
頭部がシエナに運ばれると、当時まだ存命していた母親ラパ(89)がそのすぐ後ろを歩き、人々が行列をなす中ドミニコ会の教会までたどり着いた。母ラパは、ライモンド・ダ・カプアが娘の伝記を書くことに協力して、証言をした 。死蝋した頭部と親指はシエナの聖ドミニコ大聖堂に埋葬され、そこに安置されている。

## 後世
カテリーナは教会の神秘主義者や霊的著述家の中で高位に置かれている。彼女は自身の霊的著作と「権力に真実を語る」という政治的大胆さから非常に尊敬される人物となっている。彼女の時代に、1人の女性が政治および世界史にこれほどの影響を与えたのは異例である。

## 主な聖域
カテリーナを拝する主な教会は次のとおり。
- ローマにあるサンタ・マリア・ソプラ・ミネルヴァ教会：彼女の遺体（頭部以外）が保存されている場所[58]
- シエナにある聖ドミニコ大聖堂 (Basilica of San Domenico, Siena) ：この教会には死蝋したカテリーナの頭部が保存されている[52]
- シエナにあるカテリーナの聖域(it)：カテリーナ生誕地の周辺に建てられた宗教的な複合建造物[59]

## ギャラリー

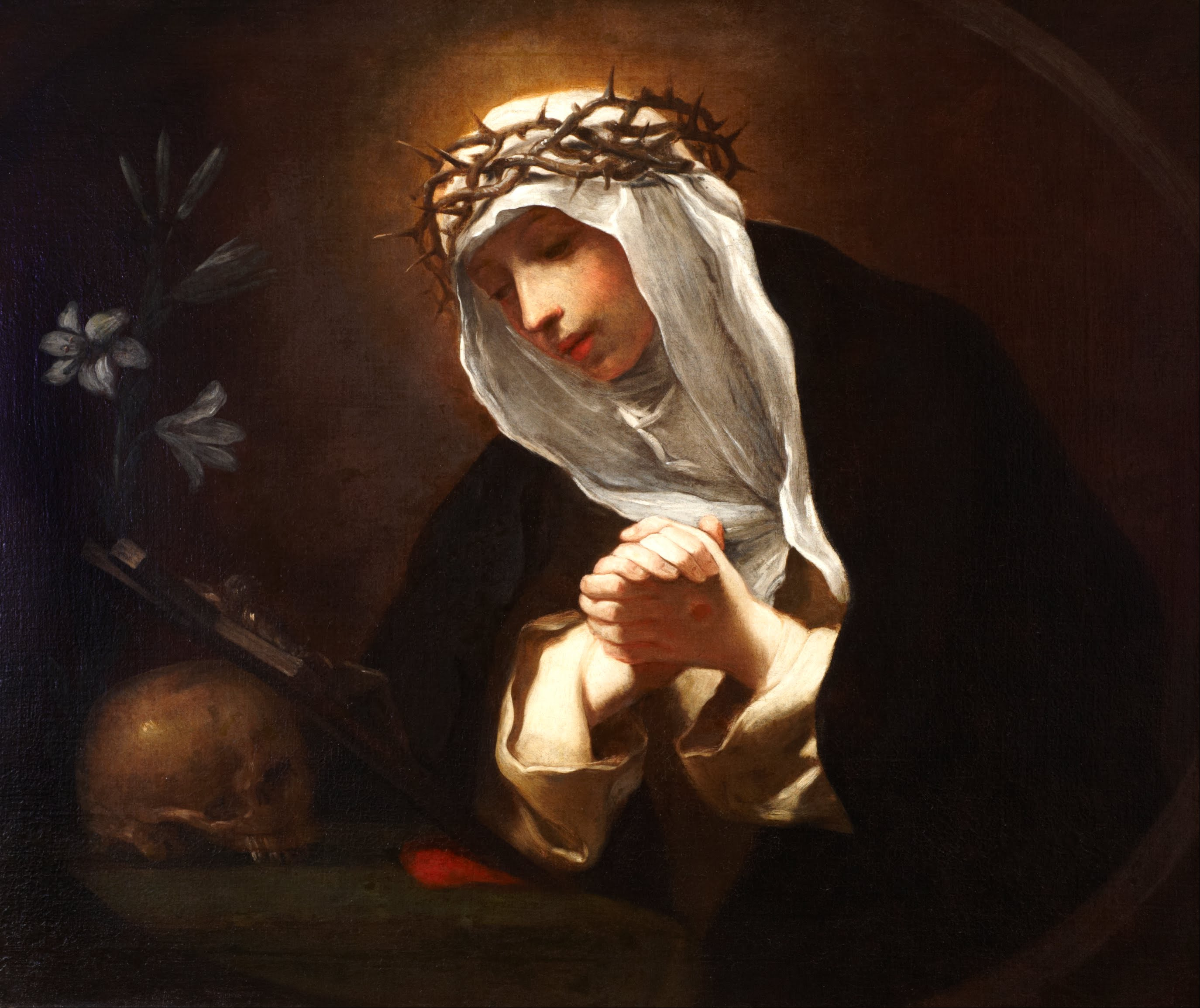
バルダッサーレ・フランチェスキーニ作『シエナの聖カタリナ(Saint Catherine of Siena)』 17世紀、ダリッジ美術館
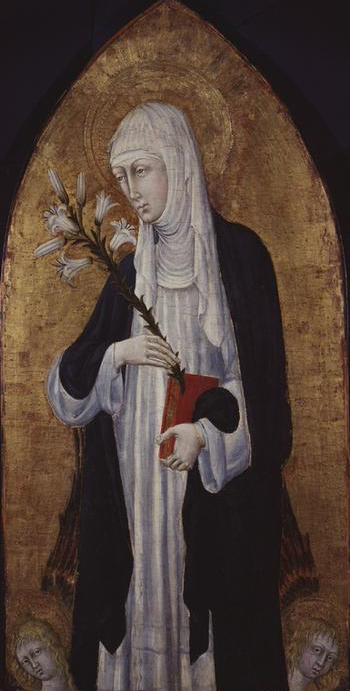
ジョヴァンニ・ディ・パオロ作『シエナの聖カタリナ(St. Catherine of Siena)』1475年頃、フォッグ美術館（英国ケンブリッジ）
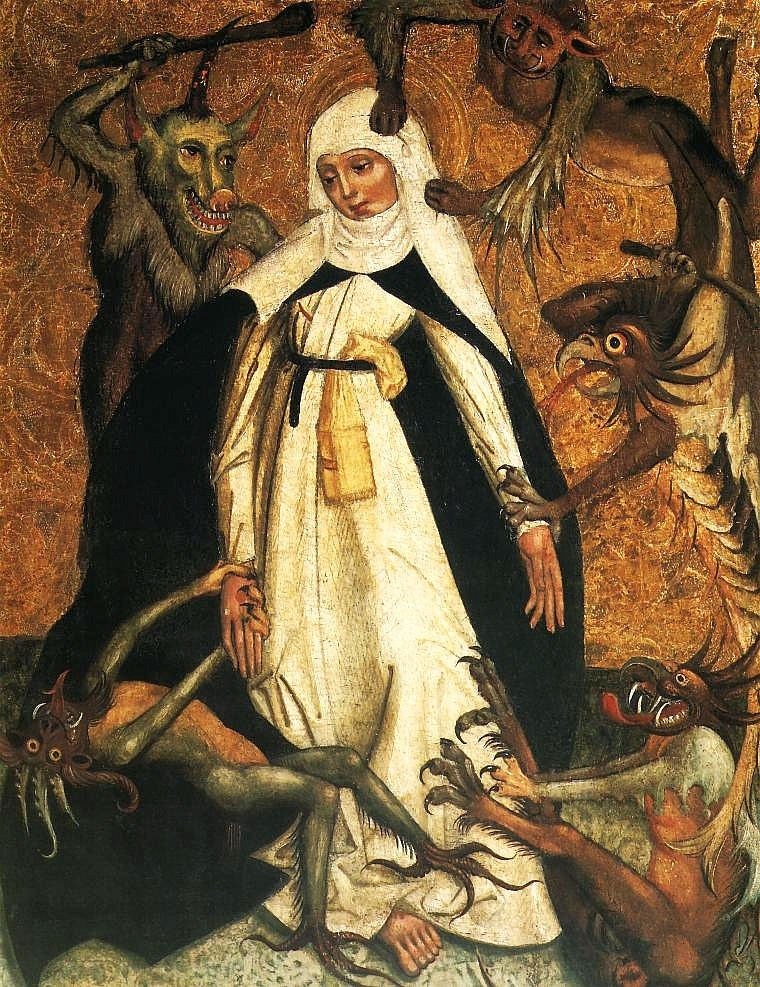
作者不明『聖カテリーナと悪魔(St Catherine and the Demons)』1500年頃、ワルシャワ国立美術館
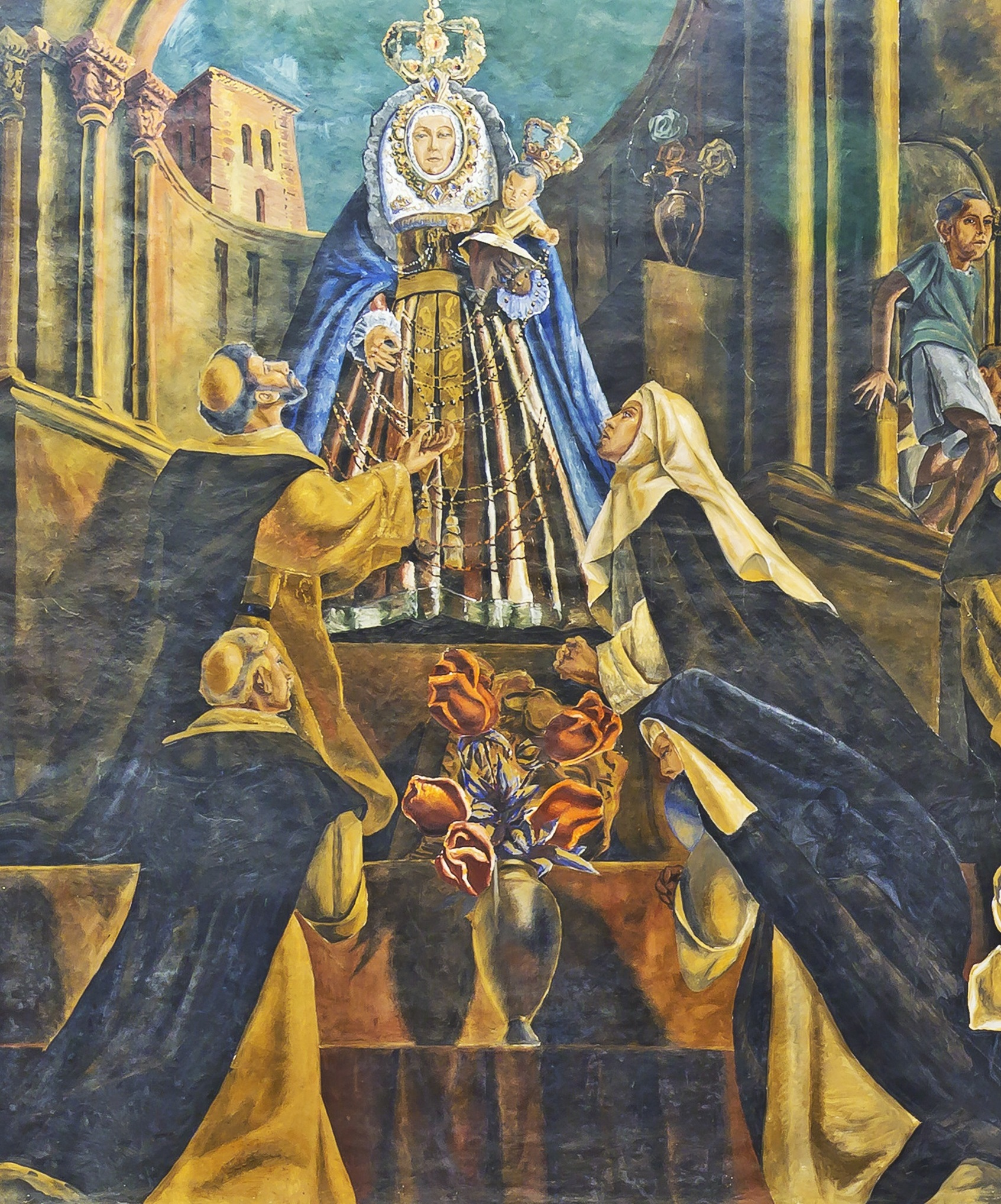
聖母が聖ドミニコにロザリオを渡す場面の絵画で、カテリーナも描かれている。マリアーノ・デ・コシーオ作、1940年。サントドミンゴ教会（スペイン）
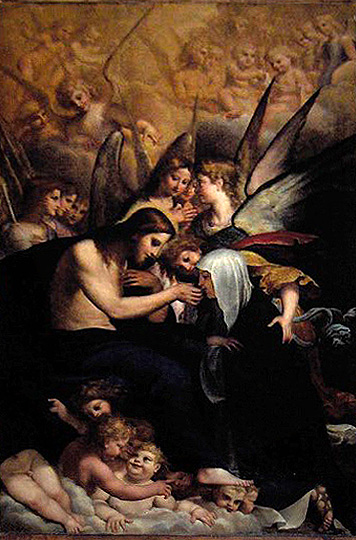
フランチェスコ・ブリッツィオ作『聖カテリーナの神秘的なコミュニオン(St Catherine's mystic communion)』
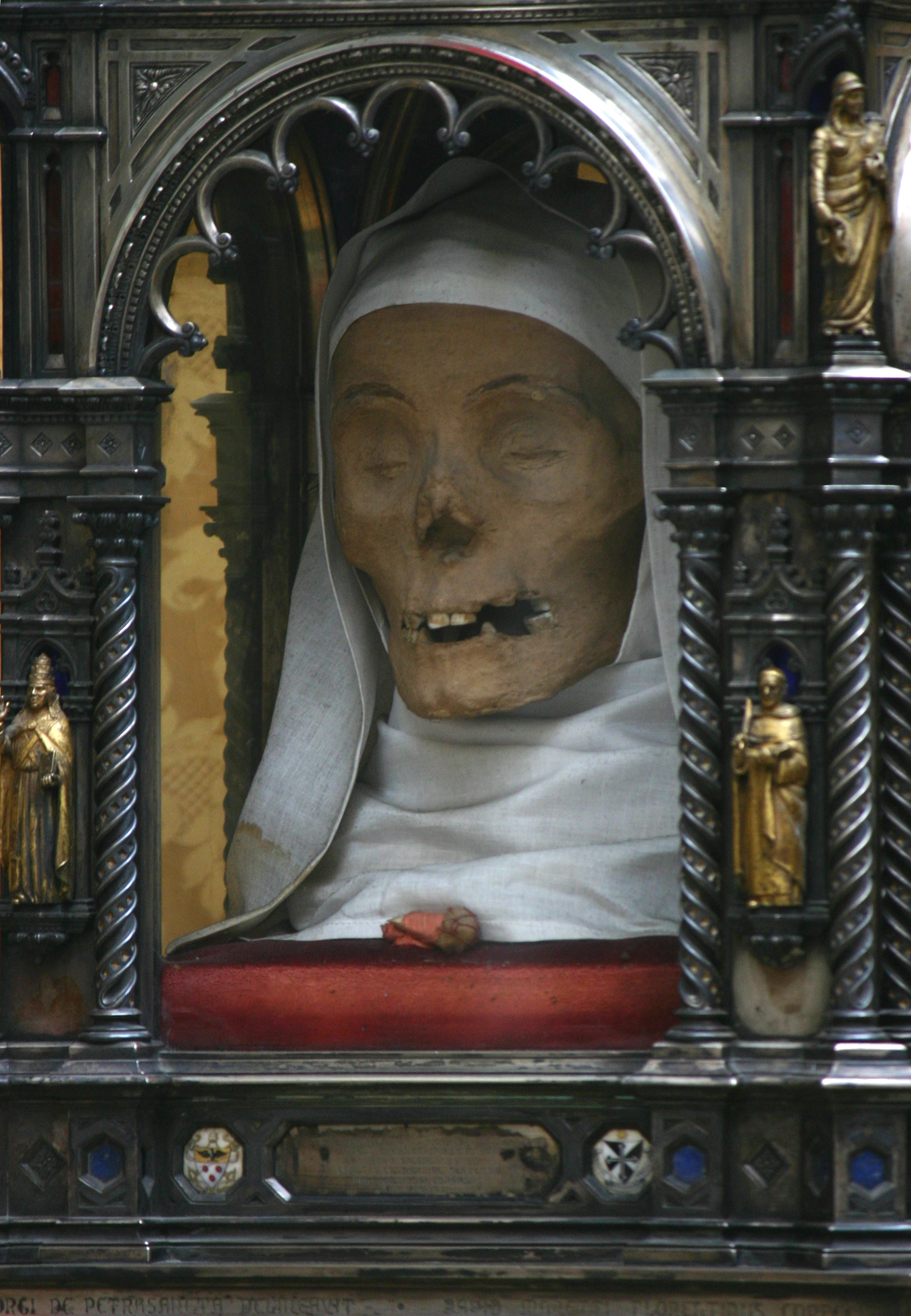
公開された頭部、聖ドミニコ大聖堂（シエナ）

## 著作
カテリーナの著作は以下の3つが現存している。

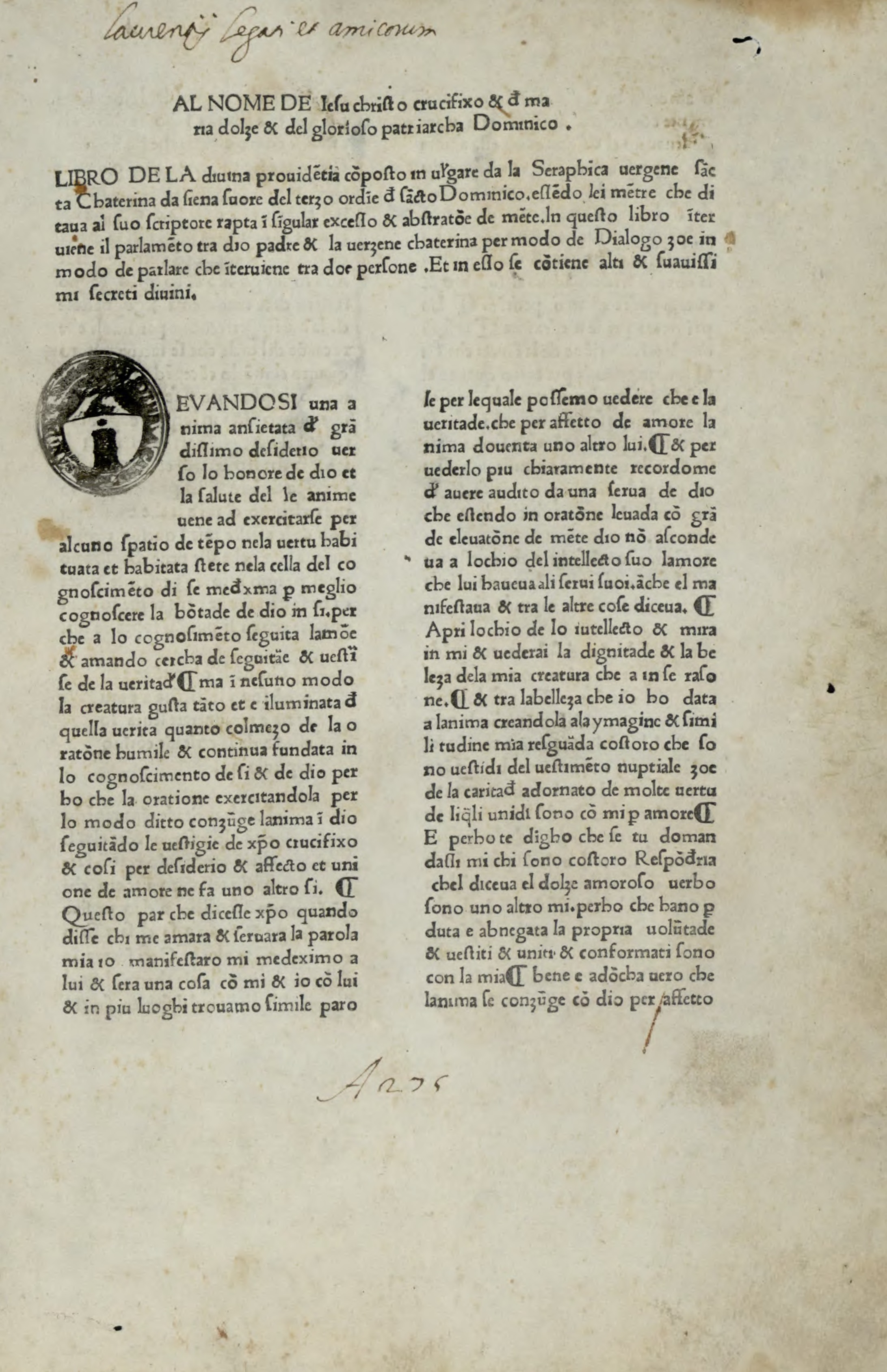
『 Libro della divina dottrina』1475年頃。通称は『神の摂理についての対話』

- 彼女の主な論説は『神の摂理についての対話(Libro della divina dottrina)[注釈 3]』である。これは恐らく1377年10月に始まり1378年11月までに間違いなく終了した。同書の大部分はカテリーナが法悦に浸っている最中に口述されたもの、とカテリーナの同時代人は一致して断言しているが、カテリーナ自身が同書の節々を再編集した可能性もある[60]。同書は神へと「昇っていく」魂と神自身との対話である[要出典]。
- カテリーナの『書簡集(Epistolario)[3]』は、初期トスカーナ文学の偉大な作品の1つと考えられている[61]。これらの多くは口述されたものだが、彼女自身は1377年に書くことを学んだ。382通が現存。教皇に宛てた書簡の中で、彼女は「聖下(Your Holiness)」という畏まった尊称ではなく、単に「お父ちゃん(Babbo,父親を指すくだけたイタリア語)」としばしば愛情を込めて彼に話しかけた[62]。他の文通相手としては、聴罪司祭のライモンド・ダ・カプア、フランスの王とハンガリーの王、悪名高い傭兵ジョン・ホークウッド、ナポリの女王、ミラノのヴィスコンティ家、ほか多数の宗教家が含まれる[63]。手紙の約1/3は女性宛てである[要出典]。
- シエナのカテリーナによる『祈り(Preghiere)[3]』26編も現存しており、その大半は彼女が亡くなる前の18カ月で作られた。

現代日本語訳
- 岳野慶作 訳『対話』中央出版社、1988年、412頁。
- 岳野慶作 訳『手紙』中央出版社、1989年、436頁。
- 石川康輔・浦田慎二郎 訳『聖人たちの祈り　SAINTS' PRAYERS』ドン・ボスコ社、48頁。シエナの聖カタリナに関しては「三位一体の神への祈り」を訳出掲載。

彼女の伝記（日本語訳）
- ライモンド・ダ・カプア著、岳野慶作 訳『シエナの聖カタリナ』中央出版社、1991年、415頁。原書『S. Caterina da Siena, Legenda maior』